# Odin Dragonfly
Odin Dragonfly is een Britse muziekgroep. De leden waren afkomstig uit Mostly Autumn. De twee zangeressen vormden deze gelegenheidsband naast Mostly Autumn. Heather Findlay zei in een interview in IO Pages, dat de band per toeval ontstaan was; Mostly Autumn kon niet optreden en toen brachten Findlay en Gordon wat akoestische muziek. Dezelfde zangeressen zouden later Mostly Autumn verlaten (Gordon ging weer terug). Findlay zou daarbij een solocarrière beginnen. De muziek viel in de categorie folk. In 2007 verscheen het album Offerings. Alhoewel er steeds plannen voor een vervolg werden gemaakt, is het er in 2016 nog niet van gekomen. De opvolger kwam in 2021.

## Musici
- Angela Gordon - zang, dwarsfluit, piano;
- Heather Findlay - zang, gitaar, percussie, fluit.
- Chris Johnson - geluidstechnicus Offerings

## Discografie

### Offerings (2007)
- Web; Given time; How I feel today; Magpie; Yellow time; This game; Round and round; Witches promise; Waiting for the snow; Magnolia Half-moon; Caught in a fold; Forsaken love. Allen nummers zijn gecomponeerd door de twee dames, met uitzondering van de covers "Witches promise" (Jethro Tull) en "Forsaken love" (Stevie Nicks). De nummers stammen uit de periode 1997 tot aan 2007.

### Sirens (2021)
Pas in 2021 kwam er een opvolger van het debuutalbum op Black Sand Records van Findlay. Beide vrouwen achtten zichzelf als Sirenen, die hier betoverende liedjes zingen, grotendeels akoestisch van opzet. Daarbij kreeg de onderliggende muziek tekenen van progressieve rock mee, enigszins teruggrijpend op Mostly Autumn, met name het zeven minuten lange Gulls.
Tracks: 1: The dimming (Findlay, 2:59), 2: Across the sea (Gordon, 4:12), 3: Circling ravens (Findlay, 4:14), 4: Driving (Findlay, 3:45), 5: Don’t wait too long (Gordon, 3:44), 6: Come right to me (Findlay, 2:31), 7: Four & twenty moons (Gordon, 2:50), 8: Beneath your armour (Findlay, 5:08), 9: Fall from the stars (Gordon, 4:32), 10: Rise and fall (Findlay/Gordon, 4:22), 11: Gulls (Findlay/Gordon, 7:07), 12: Diamond soul (Findlay/Gordon, 4:01)
De opener The dimming bevat tekstloze zang. Across the sea is geïnspireerd op Nevelen van Avalon van Marion Zimmer Bradley.